# Hwarang-Do
Hwarang-Do (kor. 화랑도) ist eine moderne koreanische Kampfkunst. Ihr Name setzt sich zusammen aus der Bezeichnung für eine Organisation des Silla-Königreiches (Hwarang), die etwa im 3. Jahrhundert gewirkt hat, sowie dem Wort Do, welches so viel wie „geistiger Weg“ bedeutet.
Hwarang-Do geht zurück auf Lee Joo-bang und seinen Bruder Lee Joo-sang. Diese haben zunächst Hapkido gelernt und wurden danach ihren eigenen Angaben zufolge von einem koreanischen Mönch namens Suam Dosa in den alten koreanischen Kampfkünsten der Hwarang unterrichtet. Die Angaben über ihre Studien bei Suam Dosa sind allerdings unbewiesen.
Es ist unter Historikern umstritten, ob die Hwarang wirklich eine militärische oder kämpferische Organisation waren. Dazu schreibt Gu Hyosung in seiner Diplomarbeit Aggression, Nationalismus und Kampfsport in Ostasien:

„Nur einige Militärhistoriker und konservative nationalistische Wissenschaftler haben zugunsten des Nationalismus behauptet, daß Hwarang eine Militärorganisation der jungen Adligen gewesen sei. Die meisten Historiker vermuten jedoch, daß Hwarang eine religiöse Organisation gewesen ist, die eine vielfältige Körperkultur praktiziert hat, wovon Kampfkunst ein Bestandteil war. Leider ist nichts davon überliefert worden.“

## Einzelnachweis
1. ↑  Gu Hyosung:  Aggression, Nationalismus und Kampfsport in Ostasien. Diplomarbeit im Fachbereich Sportwissenschaft an der Universität Hamburg, WS 1993/94. Gutachter: Claus Tiedemann und Peter Weinberg. S. 21.